# TRIP Linhas Aéreas
TRIP Linhas Aéreas S/A, що діє як TRIP, — регіональна авіакомпанія Бразилії зі штаб-квартирою в місті Кампінас (штат Сан-Паулу), що здійснює внутрішні пасажирські авіаперевезення з аеропортів країни.
Портом приписки і авіакомпанії і її головним транзитним вузлом (хабом) є Міжнародний аеропорт Танкреду Невес.
Згідно зі звітом Національного агентства цивільної авіації Бразилії в 2009 році частка пасажирських перевезень TRIP Linhas Aéreas в країні склала 1,50% на внутрішніх маршрутах за показником перевезених пасажирів на кілометр дистанції. У листопаді 2010 року даний показник для внутрішніх авіаперевезень виріс до 2,17 %.

## Історія
Авіакомпанія TRIP Linhas Aéreas була утворена в 1998 році фінансовим інвестиційним холдингом «Caprioli Group» і почала операційну діяльність з регулярних пасажирських рейсів на двох літаках Embraer EMB 120 Brasilia. У листопаді 2006 року 49 відсотків акцій компанії викупила інша фінансова група «Águia Branca Group», що належить бізнесу родини Чьяппі.
25 січня 2007 року TRIP Linhas Aéreas розмістила замовлення на сім нових ATR-72-500 і зробила опціон на п'ять літаків того ж типу. Нові літаки оснащені турбогвинтовими двигунами Pratt & Whitney Canada PW127, пасажирські салони розраховані на 69 місць.
13 листопада 2007 року TRIP Linhas Aéreas і чартерна авіакомпанія Total Linhas Aéreas підписали угоду про об'єднання і створення спільного керуючого холдингу, при цьому першому перевізникові відводилася робота тільки на регулярних лініях, другому — тільки на чартерних і вантажних маршрутах. Злиття завершилося в травні 2008 року, в даний час компанії належать одному авіахолдингу, але працюють під власними торговими марками (брендами).
4 вересня 2008 року північноамериканська регіональна авіакомпанія SkyWest Airlines оголосила про намір придбати 20% акцій компанії TRIM. Угода була оформлена в триетапну розстрочку і остаточно завершилася в 2010 році.
До кінця 2010 року штат авіакомпанії налічував понад п'ятсот співробітників.

## Маршрутна мережа

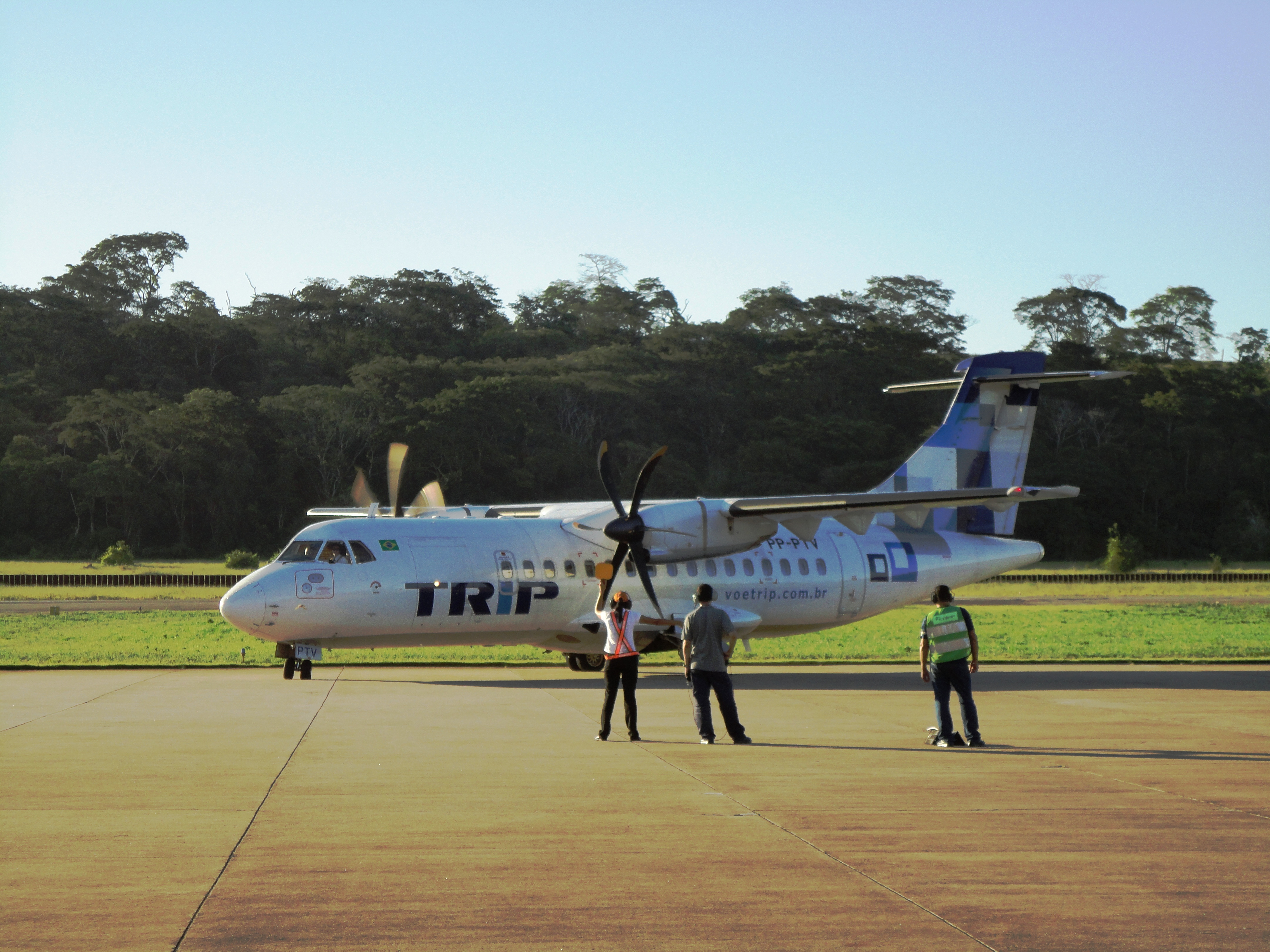
ATR 72 авіакомпанії TRIP Linhas Aéreas в аеропорту «Usiminas»

У листопаді 2010 року маршрутна мережа авіакомпанії TRIP Linhas Aéreas поширювалася на наступні пункти призначення в Бразилії:

### Північний регіон
- Алтаміра
- Арагуаїна — Аеропорт Арагуаїна
- Барселус
- Белен — Міжнародний аеропорт імені Хуліо Сезара Рібейру
- Парауапебас
- Коарі
- Крузейру-ду-Сул — Міжнародний аеропорт Крузейру-ду-Сул
- Ірунепе
- Фонти-Боа (Амазонас)
- Умайта
- Ітайтуба
- Жи-Парана
- Лабреа
- Манаус — Міжнародний аеропорт імені Едуарду Гомеша
- Замовлення
- Орішіміна — Аеропорт Порту-Тромбетас
- Порту-Велью — Міжнародний аеропорт Порту-Велью
- Ріу-Бранку — Міжнародний аеропорт Ріу-Бранку
- Санта-Ізабель-ду-Ріу-Негру
- Сантарен — Аеропорт імені маестро Вілсона Фонсеки
- Сан-Габріел-так-Кашуейра
- Сан-Паулу-ді-Олівенса
- Табатінга — Міжнародний аеропорт Табатінга
- Тефе
- Тікуруї
- Вільєна

### Північно-східний регіон
- Аракажу — Аеропорт Санта-Марія
- Фернанду-ді-Норонья — Аеропорт Фернанду-ді-Норонья
- Ільєус — Аеропорт Ільєус імені Жорже Амаду
- Ленсойс
- Масейо — Міжнародний аеропорт Зумбі-дус-Палмаріс
- Натал — Міжнародний аеропорт імені Аугусту Северу
- Петроліна — Аеропорт Петроліна
- Porto Seguro — Аеропорт Porto Seguro
- Ресіфі — Міжнародний аеропорт Гуарарапіс
- Салвадор — Міжнародний аеропорт імені депутата Луїса Едуардо Магальяса
- Сан-Луїс — Міжнародний аеропорт імені маршала Кунья Мачади
- Віторія-да-Конкіста

### Центрально-західний регіон
- Алта-Флореста
- Бразиліа — Міжнародний аеропорт Бразиліа
- Кампу-Гранді — Міжнародний аеропорт Кампу-Гранді
- Корумба — Міжнародний аеропорт Корумба
- Куяба/Варжен-Гранді — Міжнародний аеропорт імені маршал Рондонія
- Дорадус
- Гоянія — Міжнародний аеропорт Санта-Женев'єва
- Ріу-Верді
- Рондонополіс
- Сіноп

### Південно-східний регіон
- Арасатуба — Аеропорт арасатуба
- Араша — Аеропорт Араша
- Белу-Орізонті
  - Міжнародний аеропорт Танкреду Невес
  - Аеропорт імені Карлоса Друммонда ді Андраде
- Кабу-Фріу — Міжнародний аеропорт Кабу-Фріу
- Кампінас — Міжнародний Віракопус/Кампінас
- Діамантина
- Говернадор-Валадаріс
- Іпатінга — Аеропорт Usiminas
- Жуіс-ді-Фора
- Монтис-Кларус
- Патус-ді-Мінас
- Рібейран-Прету — Аеропорт імені доктора Лейті Лопеса
- Ріо-де-Жанейро — Аеропорт Сантос-Дюмон
- Сан-Жуан-дел-Рей
- Сан-Жозе-ду-Ріу-Прету — Аеропорт Сан-Жозе-ду-Ріу-Прету
- Сан-Жозе-дус-Кампус — Аеропорт Сан-Жозе-дус-Кампус
- Сан-Паулу/Гуарульос — Міжнародний аеропорт Гуарульос
- Убераба
- Уберландія
- Варжинья
- Віторія — Аеропорт імені Еуріку ді-Ажияра Саллеса

### Південний регіон
- Cascavel — Аеропорт імені Адалберту Мендес-ді-Сілви
- Крісіума/Форкільїнья — Аеропорт Крісіума
- Курітіба — Міжнародний аеропорт Афонсу Піна
- Флоріанополіс — Міжнародний аеропорт імені Ерсіліу Луса
- Фос-ду-Ігуасу — Міжнародний аеропорт Фос-ду-Ігуасу
- Жоінвілі — Аеропорт Жоінвілі
- Лондріна — Аеропорт Лондріна
- Maringá — Регіональний аеропорт Maringá
- Порту-Алегрі — Міжнародний аеропорт Салгаду Філью

## Флот
У грудні 2010 року повітряний флот авіакомпанії TRIP Linhas Aéreas складали літаки з пасажирськими салонами, укомплектованими тільки економічним класом: